# Classe Bahia
La classe Bahia fu una classe di esploratori (o incrociatori leggeri) della Marinha do Brasil, composta da due unità (Bahia e Rio Grande do Sul) costruite nei cantieri della ditta britannica Armstrong Whitworth ed entrate in servizio nel 1910.
Parte del programma di modernizzazione e ampliamento lanciato dalla Marina brasiliana all'inizio del XX secolo, i Bahia servirono come unità di punta della flotta: il capoclasse fu coinvolto nel novembre 1910 negli eventi della "rivolta della frusta" ma senza subire danni, mentre entrambe le unità guidarono il contingente navale brasiliano che prese parte agli eventi della prima guerra mondiale. Entrambe le unità subirono lavori di modernizzazione negli anni 1920, e presero parte alla seconda guerra mondiale come unità di scorta ai convogli nell'oceano Atlantico; il Bahia andò perduto il 4 luglio 1945 a causa di un'esplosione accidentale, mentre il Rio Grande do Sul fu radiato e avviato alla demolizione nel 1948.

## Caratteristiche

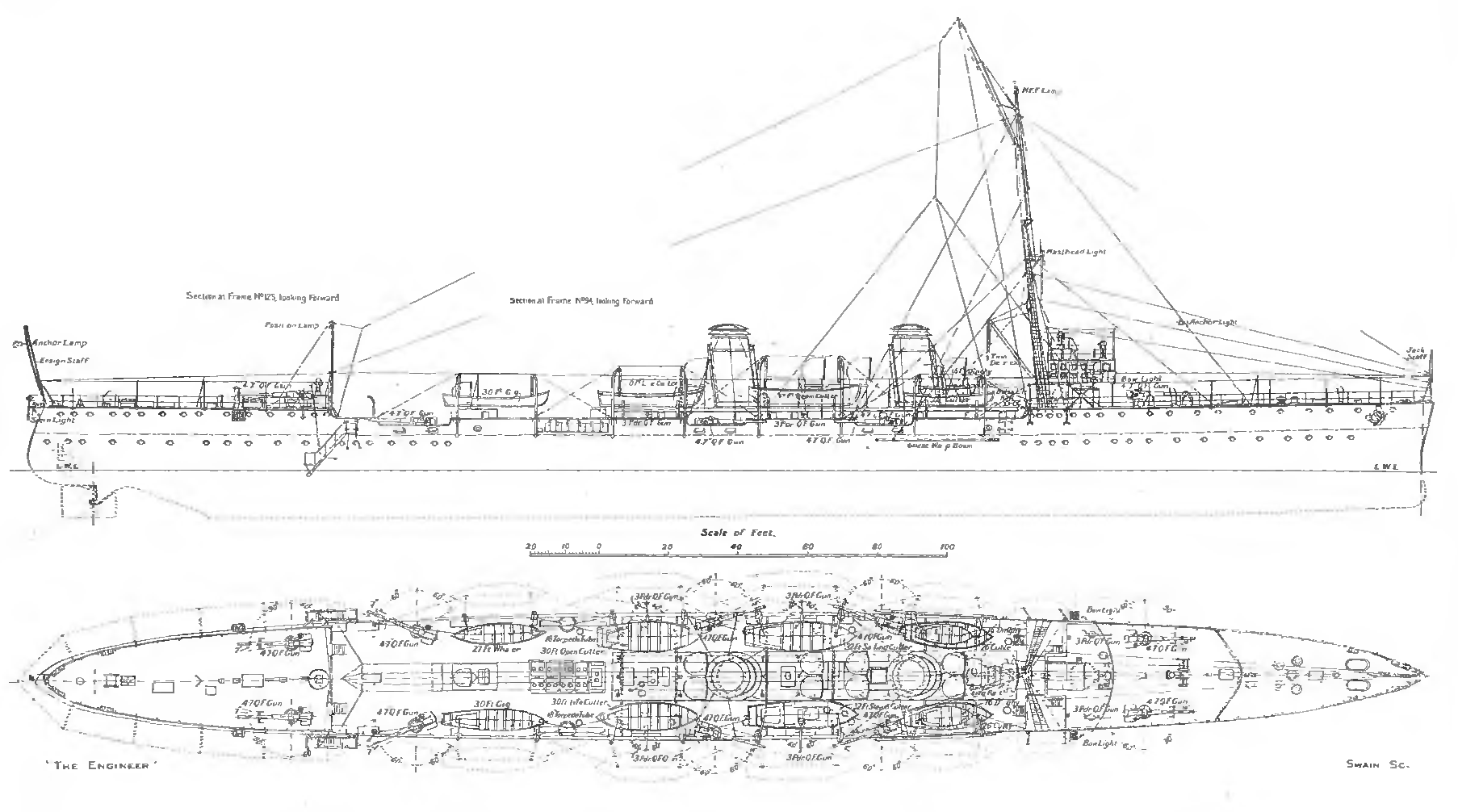
Schema delle unità classe Bahia

La progettazione dei Bahia iniziò nel 1904, nell'ambito di un vasto piano di ampliamento quantitativo e qualitativo della flotta brasiliana che arrivò a comprendere anche la realizzazione delle due navi da battaglia della classe Minas Geraes, dei dieci cacciatorpediniere della classe Pará e di tre sommergibili; la realizzazione dei due esploratori (la costruzione di un terzo esemplare, pure prevista, fu poi annullata) venne commissionata alla ditta britannica Armstrong Whitworth, che per il progetto si ispirò a quello degli esploratori (scout cruiser) della classe Adventure entrati in servizio pochi anni prima con la Royal Navy.
Lo scafo dei Bahia era lungo fuori tutto 122,38 metri (115,82 metri tra le perpendicolari) per una larghezza massima di 11,81 metri e un pescaggio a pieno carico di 4,75 metri a centro nave; il dislocamento in carico normale ammontava a 3.100 tonnellate. L'apparato propulsivo si basava su cinque turbine a vapore della Parsons alimentate da dieci caldaie della Yarrow: la velocità massima di progetto si aggirava sui 26,5 nodi (49,1 km/h), ma durante le prove in mare il Bahia fece registrare una velocità massima di poco più di 27 nodi (50 km/h); i Bahia, prime unità brasiliane ad essere equipaggiate con turbine a vapore, si rivelarono tra le più veloci unità della loro categoria. Le stive delle unità potevano ospitare fino a un massimo di 650 tonnellate di carbone, il che garantiva un'autonomia di 1.400 miglia nautiche alla velocità di 23,5 nodi (2.600 km a 43,5 km/h) o di 3.500 miglia nautiche alla velocità di 10 nodi (6.500 km a 19 km/h).
L'armamento dei Bahia si basava su dieci cannoni da 120/50 mm distribuiti in impianti singoli lungo le fiancate dell'unità, sei cannoni da 47/50 mm e due tubi lanciasiluri da 457 mm; la corazzatura era molto leggera, essendo costituita unicamente da un ponte corazzato spesso 19 mm, mentre la torre di comando era protetta da placche corazzate spesse 76 mm.

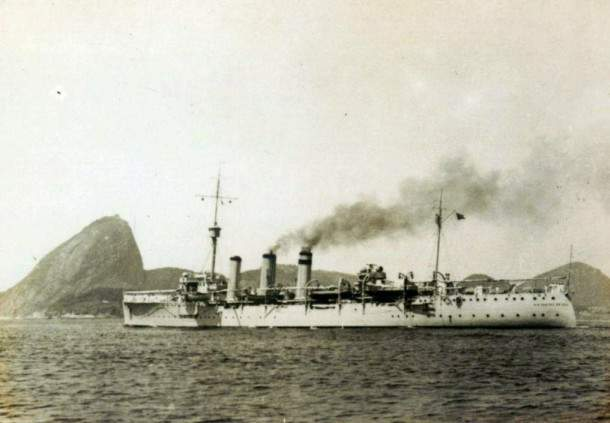
Il Rio Grande do Sul dopo i lavori di modernizzazione, come indicato dalla presenza di tre fumaioli invece dei due originali

Alla metà degli anni 1920 entrambe le unità subirono estesi lavori di modernizzazione. L'apparato propulsivo fu interamente modificato: le originarie cinque turbine della Parsons furono rimpiazzate da tre nuove turbine a vapore della Brown–Curtiss, mentre le dieci caldaie a carbone della Yarrow furono sostituite da sei caldaie Thornycroft alimentate a olio combustibile, il che comportò l'aggiunta di un terzo fumaiolo ai due già esistenti; i vecchi depositi di carbone, come pure lo spazio guadagnato dalla diminuzione dell'ingombro delle caldaie, furono riconvertiti in serbatoi capaci di ospitare più di 588 litri di olio combustibile, e questi cambiamenti innalzarono la velocità massima dei Bahia a 28 nodi (52 km/h). Come dotazione antiaerea furono installate tre mitragliere Madsen da 20 mm e una mitragliatrice Hotchkiss da 7 mm, mentre l'armamento silurante fu ristrutturato su quattro tubi lanciasiluri da 533 mm. I Bahia furono modernizzati ancora nel 1942 e nel 1944, anche se meno estesamente: due pezzi da 47 mm furono sbarcati per fare posto a due cannoni da 76/33 mm antiaerei, mentre le mitragliere Madesn furono sostituite con sette mitragliere da 20 mm Oerlikon; furono poi aggiunti due lanciatori per bombe di profondità, un apparato di controllo del tiro migliorato oltre a impianti radar e sonar.

## Unità
| Nome              | Impostazione   | Varo            | Entrata in servizio | Destino finale |
| ----------------- | -------------- | --------------- | ------------------- | --- |
| Bahia             | 19 agosto 1907 | 20 gennaio 1909 | 2 marzo 1910        | affondato il 4 luglio 1945 a causa di un'esplosione accidentale mentre era in navigazione al largo dell'Arcipelago di San Pietro e San Paolo |
| Rio Grande do Sul | 30 agosto 1907 | 20 aprile 1909  | 14 maggio 1910      | radiato nel giugno 1948 e avviato alla demolizione                                                                                           |